# Paul Rose (résistant)
Pour les articles homonymes, voir Paul Rose (homonymie) et Rose.
Paul Alphonse Désiré Rose, né le 13 décembre 1917 à Caen (Calvados) et mort le 21 février 1945 au camp de concentration de Dora, est un instituteur et résistant belge. 

## Biographie
Paul Rose est le fils de Désiré Rose (1881-1958), facteur des postes, et de  Céleste Decarne (1884-1959). Troisième enfant d'une fratrie de quatre, Gérard (1913-1989), prêtre au Congo belge puis en France, Marie-Louise (1915-2002), sous-perceptrice des postes au Bizet et Marie-José (1925-2016), enseignante au Bizet, à l'époque un hameau de Ploegsteert d'où sa famille est originaire et où il passe la plus grande partie de sa vie. 
Paul Rose fait ses études primaires à l'école communale de Ploegsteert, puis il perfectionnera son néerlandais à l'école des Frères de Messines. De 1931 à 1936, il se forme à l'Ecole Normale de Braine-le-Comte et effectue son service militaire au 4e régiment de ligne de Bruges : il obtient le grade de Candidat officier de réserve. En 1937, il est nommé instituteur à l'école des garçons du Bizet.

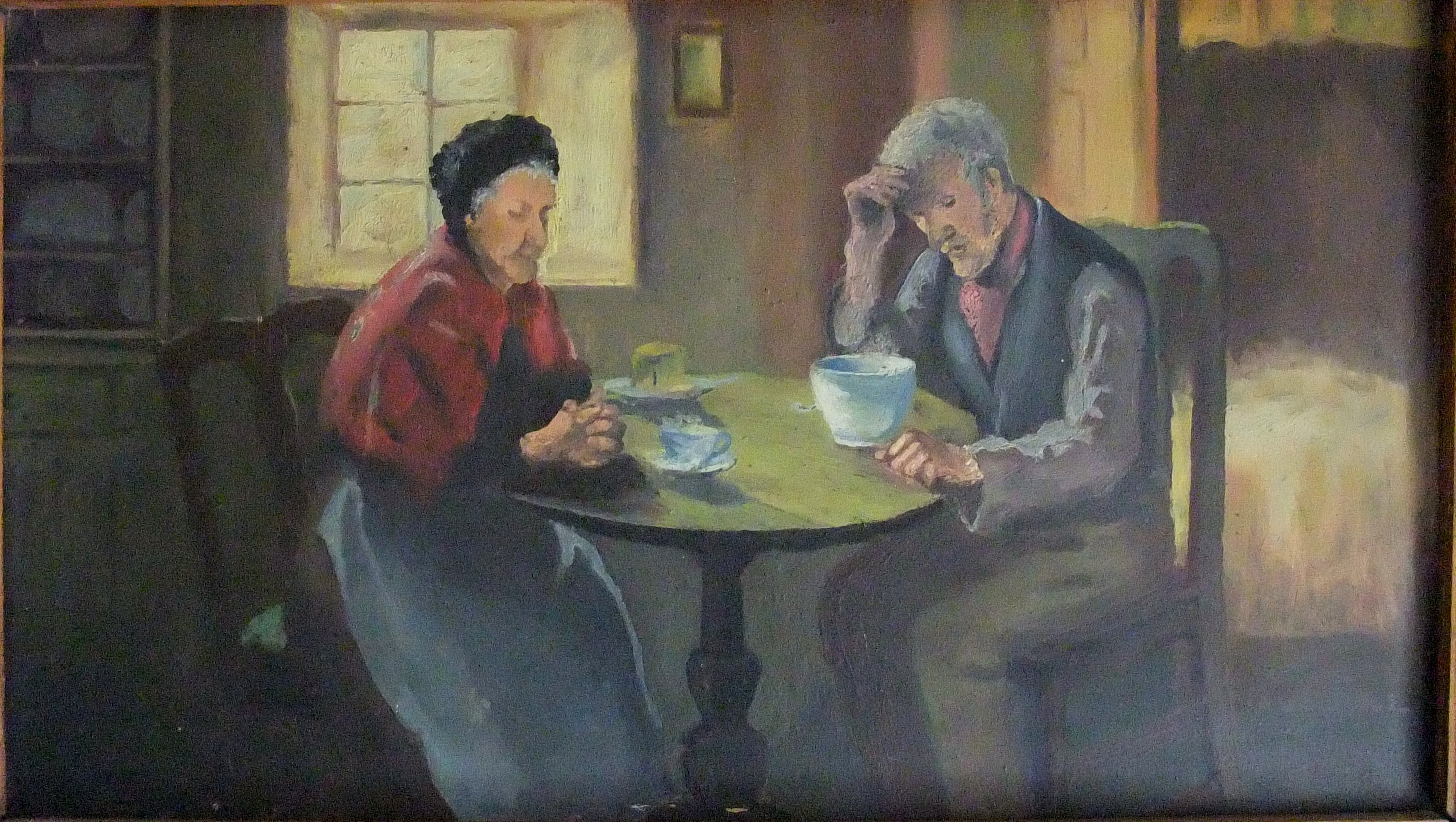
Tableau peint par Paul Rose représentant ses grands-parents maternels.

Il s'occupe de théâtre, dessine, peint et écrit de la poésie. Il est aussi un historien amateur. Son Histoire de Ploegsteert paraît pendant treize semaines dans le journal paroissial de la paroisse Saint-André du Bizet en 1965-1966.

### Seconde Guerre mondiale
En septembre 1939, lors de la mobilisation de l'armée belge, Paul Rose est affecté au 24e régiment de ligne. Sous-lieutenant de réserve, il participe avec son unité à la campagne des 18 jours en mai 1940. Fait prisonnier le jour de la capitulation de l'armée belge, il est envoyé en Allemagne (Oflag IV-C à Colditz puis Oflag VII-B à Eichstätt). Il est rapatrié le 29 novembre 1940 et reprend son métier d'instituteur.

### En résistance
En 1941, il rentre dans la résistance. Il devient agent de renseignements auprès du réseau Ali-France, puis chef de section au Service de Renseignements et d'Action (réseau Marc VN/U) et enfin membre du groupement de résistance A.S.B. En 1943, son groupe compte 37 personnes qui contrôlent des deux côtés de la frontière le secteur Ploegsteert - Lille - Comines (Belgique) - Courtrai - Ypres. Il transmet des renseignements sur les mouvements des troupes, sur le trafic fluvial, ferroviaire et routier ainsi que sur les activités aériennes de l'ennemi. Il est également officier de liaison entre les Partisans belges (P.A.) et les F.F.I. d'Armentières.
Le 3 janvier 1943, Paul Rose épouse Esther Vandenberghe de Warneton (Belgique). Il est arrêté par la Gestapo le 17 novembre 1943. Confronté à un soldat anglais qu'il avait tenté d'aider en 1941, il est trahi par celui-ci, subit les pires interrogatoires mais ne parle pas. Son silence permet la survie de son service. Sa femme donne naissance à une fille prénommée Marie-Paule le 8 décembre 1943. 
Il passe de prison en prison et arrive le 30 octobre 1944, en provenance de la prison de Strzelce Opolskie, au camp de concentration de Gross-Rosen. Il y est enregistré sous le numéro 82 433.  Le 24 décembre 1944, il fait la connaissance de Léon-Ernest Halkin. Le 8 février 1945, c'est ensemble qu'ils sont transférés en train pour le camp de concentration de Dora où ils arrivent le 11 février 1945. Paul Rose est enregistré sous le no 110241. Totalement épuisé, il meurt de dysenterie le 21 février 1945 dans le baraquement infirmerie 17. C'est Léon-Ernest Halkin qui apprendra la mort de Paul à sa famille, après avoir lu l'appel que cette dernière avait fait publier dans un journal pour le retrouver. Léon-Ernest Halkin a gardé le contact toute sa vie avec la famille Rose.

### Honneurs

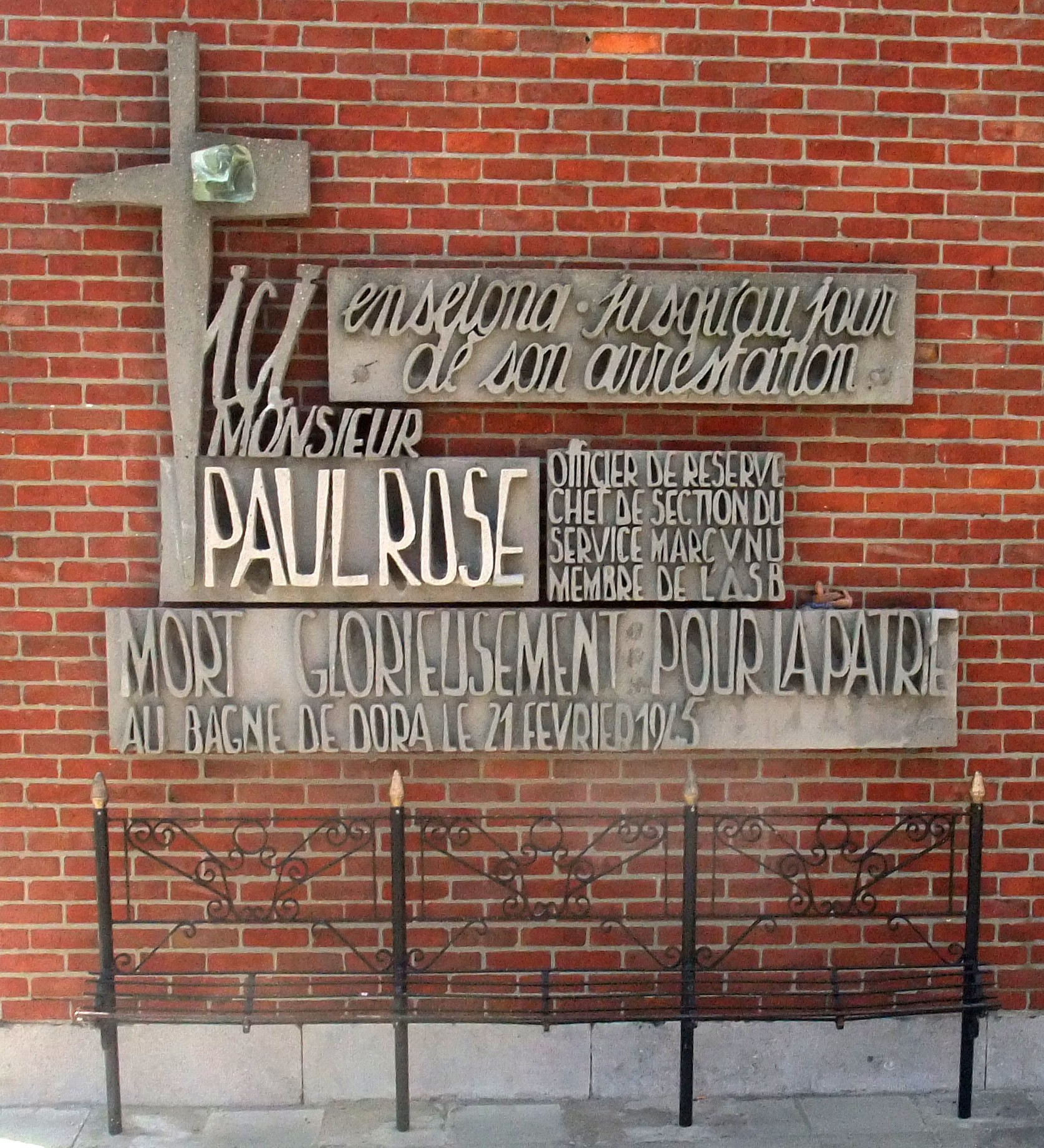
Stèle à la mémoire de Paul Rose, rue de l'Église, Le Bizet

Paul Rose est décoré à titre posthume. Une plaque commémorative est posée en 1946 à l'école où il enseignait. Une stèle plus importante lui est dédiée le 19 juin 1966. En 1954, une cité qui porte son nom est construite à Le Bizet. Une rue Paul Rose est également tracée.

## Sources
- Léon-Ernest  Halkin[4], « Paul Rose », in: Mémoires de la Société d'histoire de Comines-Warneton et de la région, tome IV, 1974
- À l'ombre de la mort de Léon-Ernest Halkin, document Duculot,  (ISBN 2-8011-0551-1), Paul Rose aux p. 7, 59, 82, 93, 94, 103, 116, 120, 121, 122, 126, 127, 128.
- Centre de documentation du Mémorial de Dora-Mittelbau
- Marie-José Rose, sa sœur
- Nord Éclair des 24 avril 1946, 13 juin 1966, 22 juin 1966, 9 novembre 1972, 14 octobre 1973, 13 septembre 1975, 6 novembre 1999, 30 mars 2005
- Musée de Groos-Rozen